# Saba
För andra betydelser, se Saba (olika betydelser).
Saba (arabiska) eller Sabaū (hebreiska: Sheva) var ett forntida rike i Sydarabien. Det var beläget runt och väster om staden Marib. Enligt etiopisk tradition låg däremot riket i Etiopien. Enligt Bibeln var det residens för drottningen av Saba.

## Placering
Riket var enligt traditionen beläget på ett högt berg vid vägen mellan Aden och Marib. Enligt Bibeln var det residens för drottningen av Saba, bekant från kung Salomos historia (i 1 Kon. 10). Även i Koranen nämns riket; drottning Sabas besök hos kung Sulayman (Salomo) nämns i sura 27, medan sura 34 beskriver Saba och Maribdammens sammanbrott på 500-talet.
Enligt det etiopiska nationaleposet Kebra Nagast låg riket i Etiopien och inte i västra Jemen. Men det finns forskare som hävdar att Saba under en stor del av sin historia kunde ha sträckt sig över Röda havet. Om man studerar en karta över området, där Tårarnas port markerar den smalaste passagen mellan Afrika och Arabiska halvön i hela Röda havet, är det inte otänkbart att tänka sig ett rike som sträckte sig över havet och således täckte delar av dagens Jemen, Djibouti, Etiopien och norra Somalia.

## Historia

### Sabéer
Invånarna i Saba, sabéer, var ett folk som från 600-talet till slutet av 100-talet f.Kr. härskade i sydvästra Arabien. Redan långt dessförinnan hade en självständig kultur uppblomstrat i denna del av halvön, där minéerna under århundraden förmedlat samfärdseln mellan Indien och medelhavsländerna. Kort efter 700 f.Kr. torde minéerna ha störtats av sabéerna, vilkas regenter under den första tiden verkar ha residerat i Sirwah, beläget i en av de ödsligaste trakterna i hela Arabien.

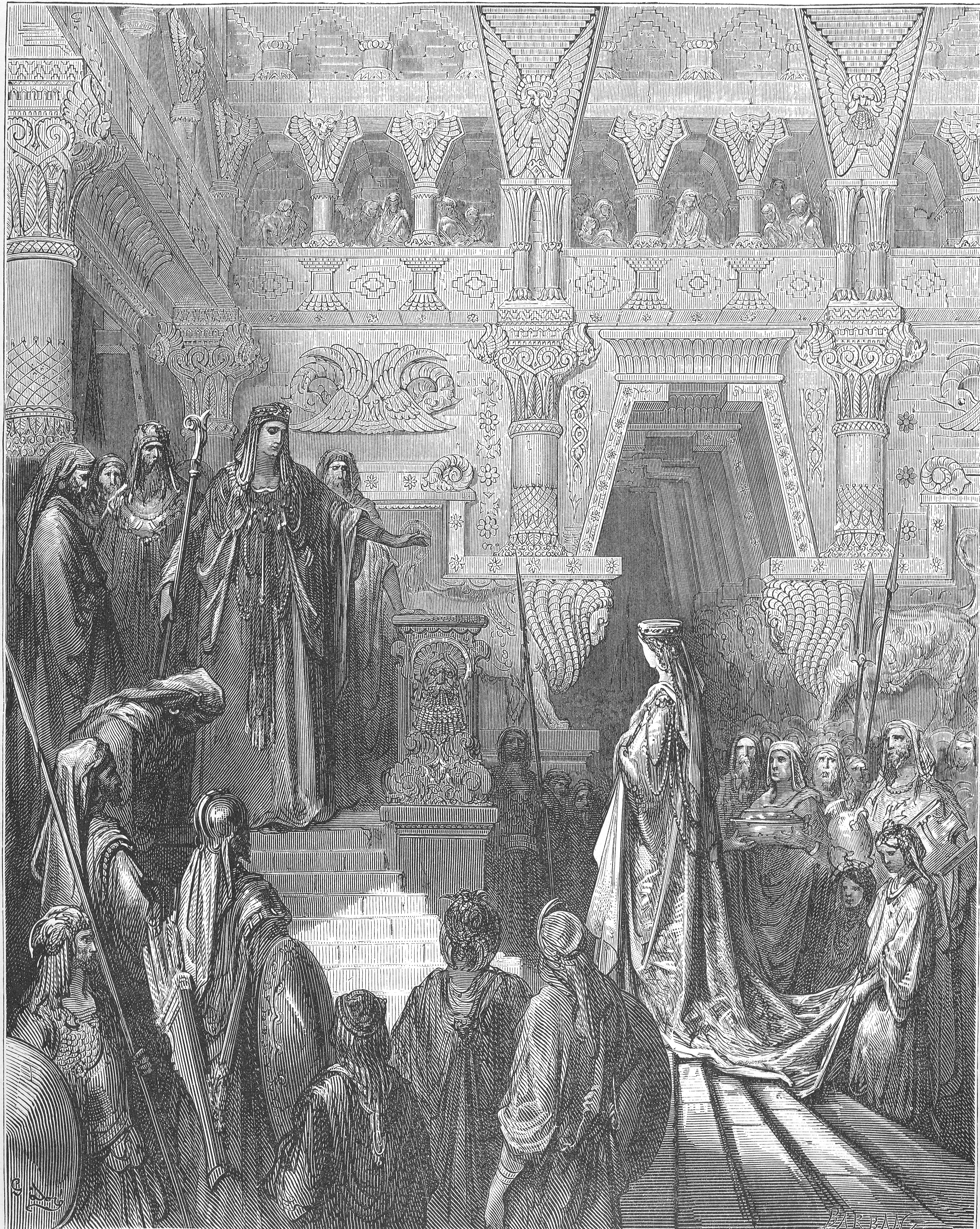
Kung Salomo tar emot drottningen av Saba, från Gustave Dorés illustrerade bibel.

Då de sabeiska erövrarna omkring 500 f.Kr. underkuvat hela det mineiska området, antog deras härskare, vilkas huvudstad från då var det blomstrande Marib, titeln "konung av Saba". Under ständiga strider med kungarna i Kataban (sydöst om Marib) och Hadramawt, kustlandet öster om Jemen, utvidgades sabeiska riket i Jemen mer och mer, på samma gång som den materiella kulturen kraftigt främjades genom den livliga handeln med avlägsna orter. 

### Himyarer
Då härskarna i Egypten, ptolemaierna, inledde direkta handelsförbindelser med Indien och gjorde Alexandria till medelpunkt för transitohandeln mellan Asien och Europa, började snart sabéernas makt gå tillbaka. Efter långvariga strider undanträngdes de omkring 115 f.Kr. av en annan sydarabisk stam, himyarerna, som störtade riket Kataban och bemäktigade sig den sabeiska huvudstaden Marib. Himyarerna, som förut bott i det sydvästligaste hörnet av halvön, utgjorde enligt arabernas genealogiska legender en äldre gren av sabéerna. Deras stamfader, Himyar, var nämligen äldre son till Abd schams med tillnamnet Saba, vars yngre son, Kahlan, var stamfader för en annan gren. I vidsträckt bemärkelse omfattar således namnet "sabéer" även himyarerna; i inskränkt bemärkelse däremot betecknar det ättlingarna till Sabas yngre son, i motsats till himyarerna. Hos grekerna omtalas himyarerna under namnet homeriter. 

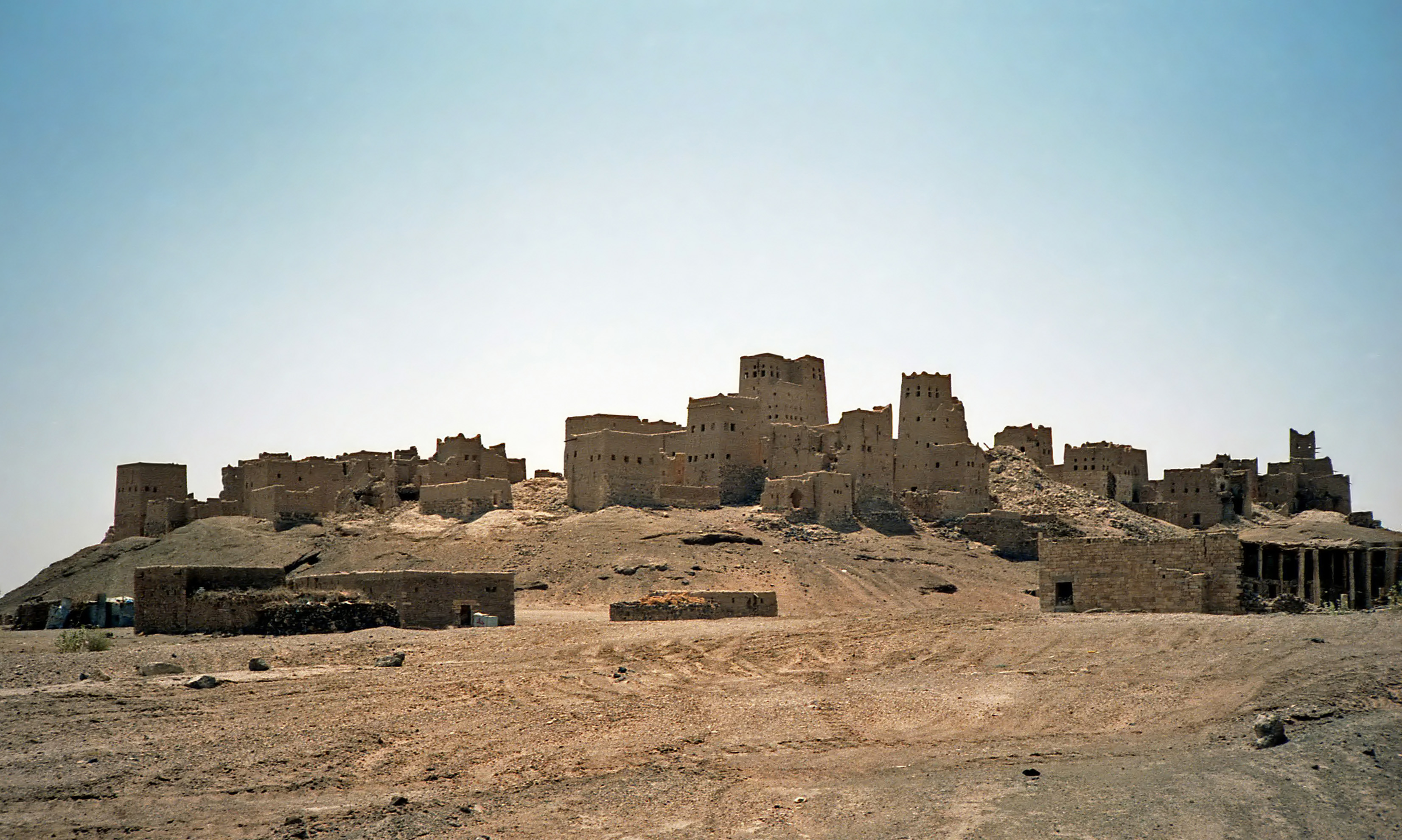
Ruinerna av Sabas huvudstad Marib.

Efter sabeiska rikets fall antog de himyariska kungarna den gamla titeln med tillägg av orden Dhu Raidan efter berget Raidan i närheten av katabanernas huvudstad Tamna, så att deras fullständiga titel lydde: "Konung av Saba och Dhu Raidan". År 26 f.Kr. försökte romarna bemäktiga sig Syd-Arabien för att komma i besittning av dess omätliga rikedomar, som nästan blivit ett ordspråk bland antikens folk. Kejsar Augustus utsände nämligen en expedition under Aelius Gallus, men företaget misslyckades fullständigt i Arabiens öknar. 

### Abbessinsk erövring och senare tid
Större framgång hade andra inkräktare. Befolkningen i Abessinien bestod till stor del av sydarabiska stammar, som redan under det sabeiska väldets tid invandrat till Afrika och där uppblandats med hamiter. Så småningom uppstod en återinvandring till Syd-Arabien, och redan i 1:a århundradet f.Kr. fattade abessinierna fast fot vid arabiska kusten. Med tiden ökades deras inflytande, och omkring 300 störtades det himyariska väldet av abessinierna. Rikets gränser utvidgades ytterligare, såsom framgår av titeln "Konung av Saba och Dhu Raidan, Hadramawt och Jemana", men de abessinska inkräktarna kunde inte hålla sig kvar i längden. 

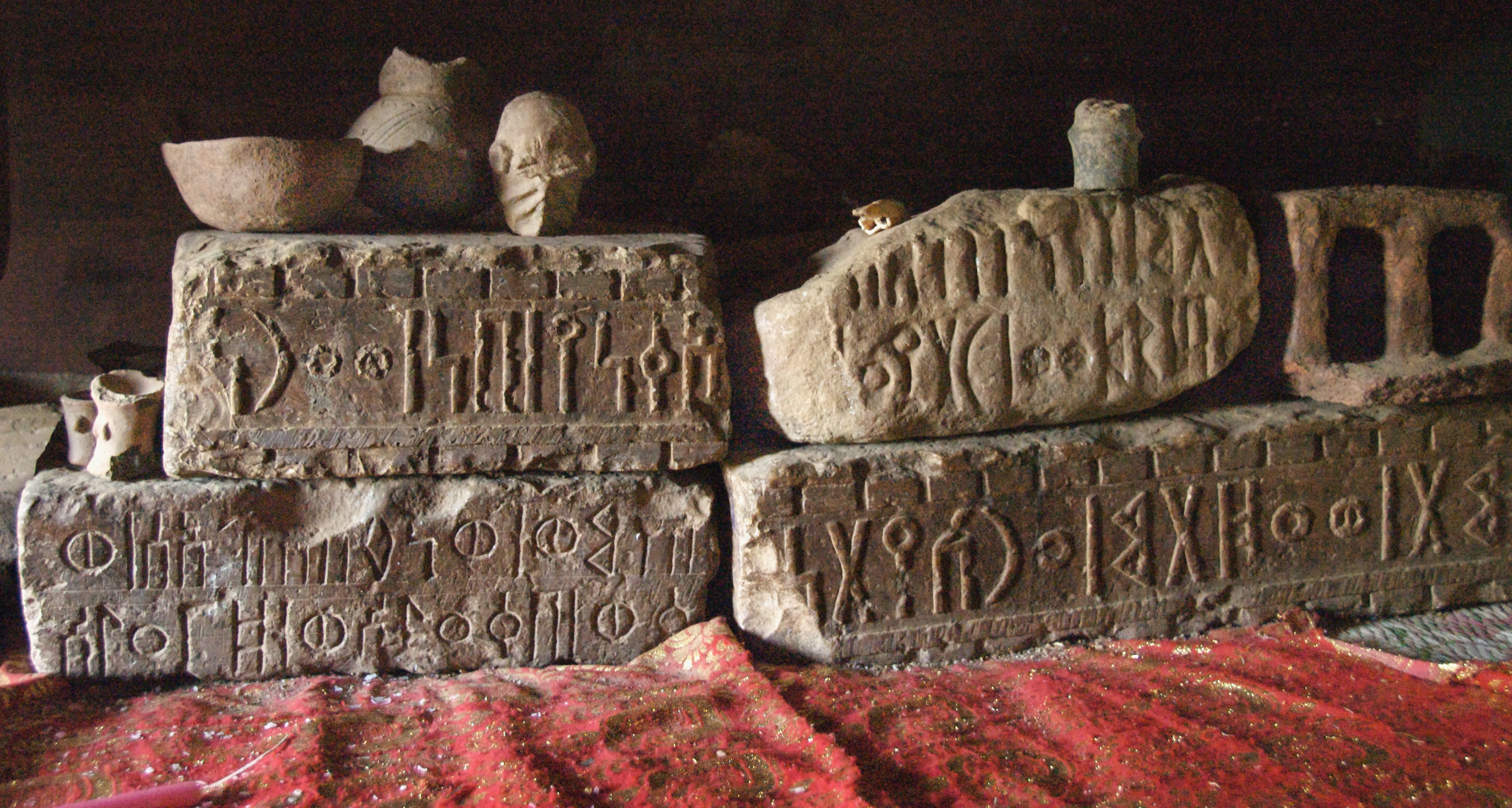
Inskriptioner med sabeisk skrift i norra Etiopien. Etiopien dominerade under flera århundraden även det jemenitiska området.

Efter Jerusalems förstöring av Titus år 70 hade judarna skingrats åt alla håll, och stora skaror hade invandrat även i Sydarabien. I samma mån som det judiska inflytandet tillväxte, uppblomstrade handeln på nytt, vilken alltid varit en av de förnämsta källorna till välståndet i södra Arabien och snart kunde himjariterna fördriva abessinierna, varpå ett judisk-himjaritiskt välde upprättades, som ägde bestånd från omkring 375 till 525. 
Emellertid hade kristendomen tidigt vunnit insteg i Sydarabien, och då de kristna trädde i opposition mot den härskande klassen, som bekände sig till judendomen, anställde konung Dhu Nuwas bland sina kristna undersåtar ett förfärligt blodbad, som blev anledningen till det himjaritiska väldets störtande. I sin nöd vände sig nämligen de kristna med bön om hjälp till kejsaren Justinus I i Konstantinopel (518–527), och på hans uppmaning företog den kristna kungen i Abessinien ett erövringståg mot Jemen, vilket slutade med landets fullständiga underkuvande.
Det abessinska väldet varade emellertid inte länge. De gamla sydarabiska adelssläkterna, som förblivit hedningar trots både judiskt och kristet inflytande, vände sig till perserna. Dessa fördrev abessinierna och insatte egna ståthållare i Jemen omkring 575. Men efter den persiske kungen Khusrov II:s död, 628, övergick hans ståthållare Badhan till islam, och redan 631 hade islam allmänt vunnit insteg i landet.

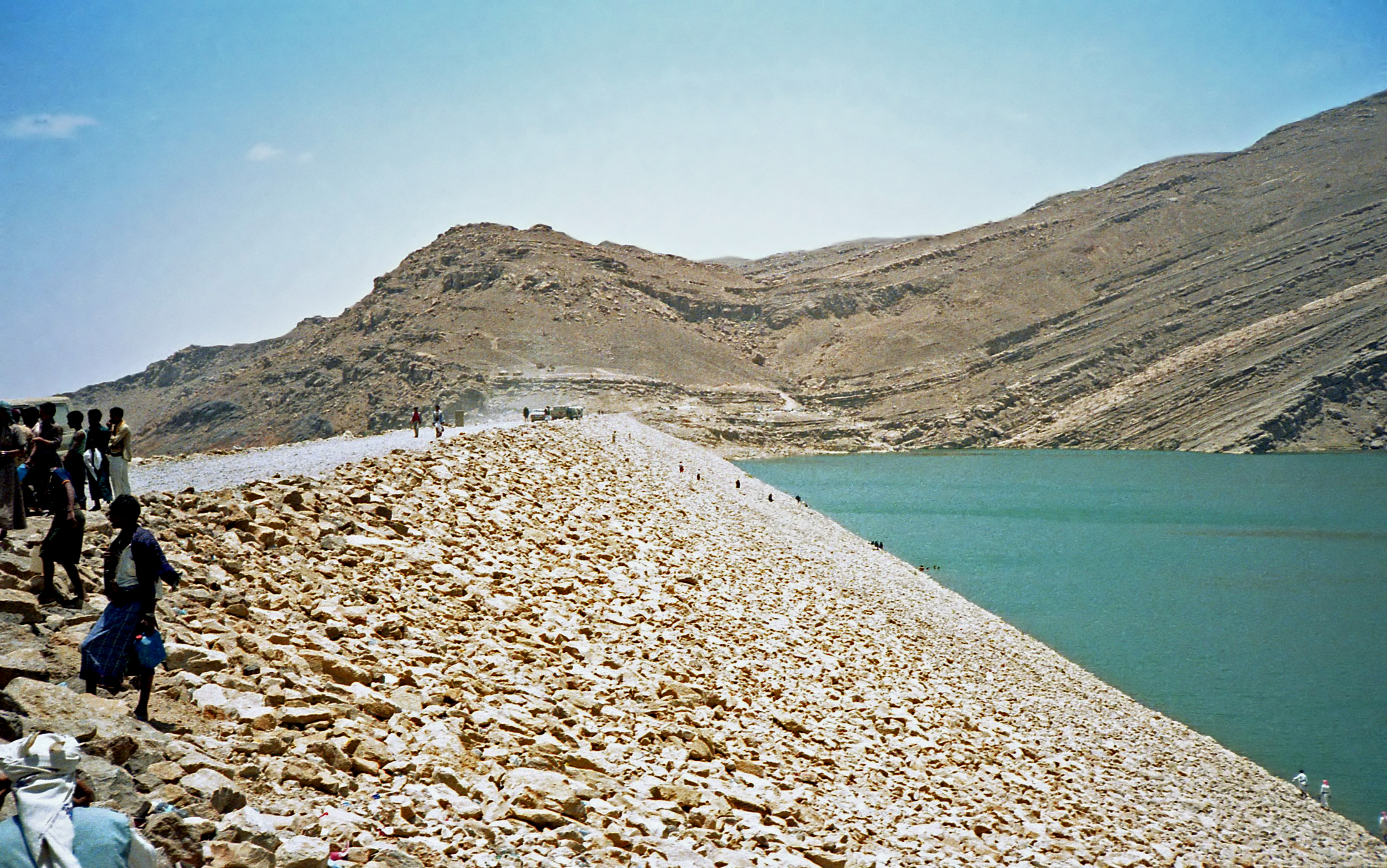
Den nya Maribdammen, 1986.

## Maribdammen
På 700-talet f.Kr. byggdes en stor dammanläggning vid Marib. Dammen magasinerade en stor del av årsregnet, vilket kom till nytta under den långa torrperioden och tillät området att ha jordbruk och en relativt stor befolkning. På 500-talet e.Kr. störtade den stora Maribdammen samman, vilket sammanföll med en nedgång i riket Sabas betydelse för regionen.
1986 färdigställde en ny damm, belägen tre kilometer högre upp i dalen (Wadi Dhana) än den antika dammen. Fördämningen är 38 meter hög och 763 meter bred, och fångvattensjön har en kapacitet på 398 miljoner kubikmeter. April 2010 nådde vattenmängden upp till 100 miljoner kubikmeter, och därefter släppte man under tre månaders tid ut 80 miljoner av detta i dalen. Bygget av den nya dammen bekostades av Förenade arabemiratens dåvarande president Zayed bin Sultan Al Nahyan, vars släkt utvandrade från Marib på 1600-talet.